# Lista de linhas ferroviárias turísticas no Brasil
Lista de ferrovias operacionais de finalidade turística no Brasil:

## Sul

### Rio Grande do Sul
- Trem do Vinho (Rio Grande do Sul)
- Trem do Pampa[1] (Rio Grande do Sul)

### Santa Catarina
- Trem da Serra do Mar (Santa Catarina)
- Trem das Termas (linha a partir de Piratuba)[2]
- Ferrovia das Bromélias (Vale do Itajaí, em Apiúna)[2]

### Paraná
- Trem da Serra do Mar Paranaense (linha Curitiba-Morretes)[3]

## Sudeste

### São Paulo
- Estrada de Ferro Campos do Jordão (São Paulo)
- Expresso Turístico da Luz (linhas da Estação da Luz em São Paulo para Paranapiacaba, em Santo André, para Jundiaí e para Mogi das Cruzes)
- Estrada de Ferro Perus - Pirapora (em Perus, distrito da cidade de São Paulo)[4]
- Viação Férrea Campinas-Jaguariúna (linha Campinas-Jaguariúna)
- Trem Republicano (linha Itu-Salto)[5][6]
- Trem Cultural do Imigrante (no bairro da Mooca, na cidade de São Paulo, junto ao Museu da Imigração).[7]
- Trem de Guararema (em Guararema)[8]

### Minas Gerais
- Estrada de Ferro Oeste de Minas (Minas Gerais)
- Trem da Serra da Mantiqueira (saindo de Passa Quatro)
- Trem da Vale (Minas Gerais)
- Trem das Águas (linha  São Lourenço-Soledade de Minas)
- Trem das Cachoeiras (Rio Acima)[9]

### Rio de Janeiro
- Trem do Corcovado (Rio de Janeiro)

## Nordeste

### Bahia
- Transbaião (Bahia)

### Pernambuco
- Trem do Forró (Pernambuco)

## Norte

### Rondônia
- Estrada de Ferro Madeira-Mamoré (ferrovia turística) (Rondônia)